# فيليكس رينا
فيليكس رينا (بالإسبانية: Félix Rafael Herrera Altuna)‏ هو موسيقي كوبي، ولد في 21 مايو 1921 في ترينداد في كوبا، وتوفي في 10 فبراير 1998 في هافانا في كوبا بسبب نوبة قلبية.